# خربة المجدل (طولكرم)
خربة المجدل قرية فلسطينية مهجرة عام 1948 تقع في قضاء طولكرم.

## حول القرية
وهي قرية عربية تسمى خربة المجدل، تقع القرية  شمال غرب طولكرم، وشمال قرية قاقون وتقع غربي طريق سكة الحديد الواصلة من حيفا واللد على بعد كيلومترا واحد عنها، وتبعد عن مركز المحافظة حوالي 10 كم شمال المدينة، وتقع على مفترق طرق يربط بالقرى المجاورة لها، وقد نشأت بجوار بئر المجدل وبجوار هذه القرية يقع ضريح الشيخ عبد الله الذي اعتاد سكّان القرية زيارته. ترتفع القرية حوالي 32 مترا عن سطح البحر وهي جزء من السهل الساحلي الفلسطيني، وقد كانت الزراعة حول المجدل معتمدة على مياه الأمطار، كانت تزرع القرية الحبوب والأشجار، وادي المالح أحد روافد وادي الخضيرة، من الجهة الشرقية للمجدل، فينحدر مجراه مع انحدار الأرض نحو الشمال الغربي. وتحيط الآثار القديمة بالقرية وتشهد على عمران البقعة قديماً.
بنيت بيوت القرية من اللبن، وهي صغيرة المساحة متلاصقة ليس بينها سوى أزقة ضيقة. وكانت المجدل تضم عدداً قليلاً من السكان الذي احترفوا الزراعة. ولكن هؤلاء طردوا من قريتهم بعد أن استولى عليها اليهود عام 1948 وأقاموا على بقعتها مستعمرة “سده يتسحاق”.

## تهجير القرية
في 1 آذار/مارس عام 1948، طهرت القرية عرقيا عام 1948 على يد قوات الهاغاناة

## القرية اليوم
على أنقاض القرية أقيمت مستوطنة سده يتسحاق